# John A. Quitman
John Anthony Quitman (1er septembre 1799 à Rhinebeck – 17 juillet 1858 à Natchez (Mississippi) était un juriste puis un militaire américain, brigadier-général, qui se distingua lors de la guerre américano-mexicaine et enfin un politicien qui sera par deux fois gouverneur du Mississippi de 1835 à 1836, pour le Parti whig et de 1850 à 1851, pour le Parti démocrate.

## Jeunesse
Fils d'un pasteur luthérien, né à Rhinebeck, dans le comté de Dutchess (État de New York), Quitman fait des études classiques au séminaire Hartwick, où il est diplômé de l'enseignement secondaire en 1816. Il étudie ensuite le droit à Chillicothe (Ohio) de 1819 à 1821 puis part pour Natchez.

## Politique
Quitman bâtit la plantation de Monmouth et pratique le droit à Natchez jusqu'en 1826, puis est élu à la chambre des représentants du Mississippi. Il devient chancelier de la cour supérieure de justice en 1828 puis devient membre de la Convention constitutionnelle de l'état en 1832. En 1835, il est élu au Sénat du Mississippi dont il devient président de la commission législative l'année suivante. Il sera également gouverneur du Mississippi par intérim cette même année. En 1839, il est élu juge à la haute cour d'appel de l'État.

## Militaire
En 1836 il combat pour l'indépendance du Texas, il sera alors promu major-général de la milice du Mississippi.

### Guerre américano-mexicaine
Le 1er juillet 1846, il est nommé brigadier-général des volontaires américains par le président Polk, alors que débute la guerre américano-mexicaine. Il abandonne donc la politique et part commander une brigade dans le Nord du Mexique, sous les ordres du général Zachary Taylor. Après la bataille de Monterrey, on l'envoie rejoindre le corps expéditionnaire du général Winfield Scott.
Il commande la 2e brigade de volontaires durant le siège de Veracruz et le 14 avril 1847, il est promu au rang de brigadier-général de l'armée régulière, avant la bataille de Cerro Gordo. Durant cette bataille, Robert Patterson, le chef de division est blessé et le commandement revient à Quitman.
Les renforts qui arrivent de Veracruz, comprennent 300 marines qui sont organisés en une nouvelle brigade commandée par le colonel Watson. Une nouvelle division est créée, qui comprend la brigade des volontaires commandée par Shields et les marines de Watson, elle se nommera 4e division, commandée par Quitman. C'est à ce poste qu'il combat lors des batailles de Contreras et Churubusco. Il commande l'assaut par le sud lors de la bataille de Chapultepec et reçoit la reddition de la citadelle de Mexico. Après la chute de Mexico, le général Scott nomme Quitman gouverneur militaire de Mexico pendant l'occupation américaine — the only American who ever ruled in the halls of the Montezumas.
Pour services exceptionnels, le Congrès lui vote une épée de cérémonie et il reçoit son brevet de major-général.

## Retour à la politique
À son retour du Mexique, il est élu gouverneur du Mississippi, en novembre 1849 et entre en fonction en janvier 1850.

### Flibustier
Alors qu'il exerce la fonction de gouverneur, il est approché par l'aventurier Narciso López pour conduire une expédition sur Cuba en 1850. Il décline l'offre, désireux de remplir sa charge de gouverneur mais accorde son aide à López en vue d'obtenir du matériel et des hommes pour l'expédition. Cette dernière en mai 1850 est un fiasco, Lopez ne trouvant pas le soutien espéré dans la population. L'expédition est dissoute dès son retour, mais Lopez et ses partisans sont jugés par un grand jury fédéral ; les actes d'accusation inculpent Quitman de violation de la loi de neutralité et le contraignent à démissionner de son poste de gouverneur afin de pourvoir assurer sa défense. Les charges contre lui seront finalement abandonnées ; Lopez de son côté meurt en août 1851 lors d'une expédition similaire.
Mais en 1853, c'est le président Pierce qui encourage Quitman à préparer une expédition de flibustiers sur Cuba. Les préparatifs sont pratiquement achevés, plusieurs milliers d'hommes sont prêts au départ, lorsqu'en mai 1854 l'administration fait machine arrière et prend des mesures pour arrêter ce qu'elle a initié. Probablement se rend-elle compte qu'après le tollé soulevé par l'Acte Kansas-Nebraska, cette opération qui annexerait un territoire esclavagiste comme Cuba, causerait d'irréparables dommages pour le parti démocrate dans le Nord anti-esclavagiste.

### Au Congrès
Le 4 mars 1855, Quitman est élu au Congrès pour le Parti démocrate et y siègera jusqu'à sa mort. Au congrès, il sera président de la Commission des affaires militaires.
Quitman meurt dans sa plantation, « Monmouth », près de Natchez, le 17 juillet 1858, à l'âge de 58 ans, sans doute à cause des séquelles de la National Hotel disease qu'il a contractée lors de la prestation de serment du président James Buchanan. Il fut enterré dans le cimetière de la ville de Natchez.

## Mémoire
Les villes de Quitman, siège du comté de Wood au Texas, Quitman, siège du comté de Clarke au Mississippi, Quitman dans le comté de Brooks en Géorgie, Quitman dans le comté de Nodaway au Missouri et les comtés de Quitman en Géorgie et au Mississippi sont nommés en son honneur. L'installation militaire dans l'ouest du Texas, fort Quitman, est nommée en son honneur. Il y a une loge des maçons libres et acceptés à Ringgold, en Géorgie, nommée aussi en son honneur, Quitman Lodge #106.